# USS Charger (CVE-30)
USS Charger (AVG-4/AVG-30/ACV-30/CVE-30) là một tàu sân bay hộ tống thuộc lớp Avenger của Hải quân Hoa Kỳ. Được cải biến từ một tàu buôn, nó đã hoạt động trong Chiến tranh Thế giới thứ hai chủ yếu trong vai trò huấn luyện, và ngừng hoạt động năm 1946. Nó được bán ra để phục vụ dân sự như là chiếc MV Fairsea, hoạt động chở người nhập cư giữa Châu Âu và Australia cho đến khi bị bán để tháo dỡ vào năm 1969.

## Thiết kế và chế tạo
Vạch kế hoạch như là chiếc thứ ba trong số bốn chiếc của lớp tàu biển kết hợp chở khách và hàng hóa cho hãng Moore-McCormack, nó được đặt lườn vào ngày 19 tháng 1 năm 1940 bởi hãng Sun Shipbuilding and Drydock Co. ở Chester, Pennsylvania; con tàu được hạ thủy như là chiếc Rio de la Plata vào ngày 1 tháng 3 năm 1941, được đỡ đầu bởi bà Felipe A. Espil. Vào ngày 20 tháng 5 năm 1941, Ủy ban Hàng hải Hoa Kỳ trưng dụng cả bốn chiếc tàu hành khách-hàng hóa chưa hoàn tất để sử dụng trong quân sự.

## Lịch sử hoạt động
Rio de la Plata được chuẩn bị để phục vụ cho hải quân bởi xưởng tàu Newport News Shipbuilding and Drydock Co. tại Newport News, Virginia. Dự định để chuyển cho Anh Quốc trong chương trình Cho thuê-Cho mượn, con tàu được nhập biên chế cùng Hải quân Hoàng gia Anh vào ngày 2 tháng 10 năm 1941 như là chiếc HMS Charger (D27) dưới quyền chỉ huy của Đại tá Hải quân Anh George Abel-Smith. Tuy nhiên, việc chuyển giao bị hủy bỏ và con tàu trở lại quyền kiểm soát của Hoa Kỳ vào ngày 4 tháng 10. Nó được xếp lớp AVG-30 vào ngày 24 tháng 1 năm 1942 và nhập biên chế như là chiếc USS Charger vào ngày 3 tháng 3 năm 1942 dưới quyền chỉ huy của Đại tá Hải quân Hoa Kỳ T. L. Sprague, và được phân về Hạm đội Đại Tây Dương. Được Hải quân Hoa Kỳ liệt kê như là chiếc duy nhất trong lớp, nó thực ra là tàu chị em với cùng lịch sử cải biến với những chiếc HMS Avenger, HMS Biter và HMS Dasher được chuyển giao cho Anh Quốc.
Khu vực hoạt động của Charger trong suốt chiến tranh là tại vịnh Chesapeake, với nhiệm vụ căn bản là huấn luyện phi công và thủy thủ đoàn tàu sân bay trong các hoạt động không lực. Nhân sự được nó huấn luyện đã đóng vai trò quan trọng trong cuộc chiến với tàu ngầm đối phương do các đội tàu sân bay hộ tống tiến hành. Được xếp lớp ACV-30 vào ngày 20 tháng 8 năm 1942, rồi thành CVE-30 vào ngày 15 tháng 7 năm 1943, nó từng rời khu vực vịnh Chesapeake trong hai chuyến vận chuyển máy bay: một chuyến đến Bermuda vào tháng 10 năm 1942 và một chuyến đến vịnh Guantánamo, Cuba vào tháng 9 năm 1945.
Charger được cho xuất biên chế tại New York vào ngày 15 tháng 3 năm 1946, và được bán để hoạt động dân sự vào ngày 30 tháng 1 năm 1947 cho tập đoàn Vlasov như là chiếc MV Fairsea. Những nâng cấp tiện nghi sau đó cho phép nó phục vụ lâu dài, chủ yếu như tàu chở người di dân Châu Âu và Australia. Con tàu bị tai nạn cháy phòng động cơ trong một chặng đường giữa Tahiti và Panama vào ngày 29 tháng 1 năm 1969. Do không có phụ tùng để sửa chữa, nó bị bán để tháo dỡ tại Ý vào năm 1969.